# Napaeus tenoensis
Napaeus tenoensis is een slakkensoort uit de familie van de Enidae. De wetenschappelijke naam van de soort is voor het eerst geldig gepubliceerd in 1993 door Henriquez.